# Janusia mediterranea
Janusia mediterranea är en tvåhjärtbladig växtart som först beskrevs av Vell., och fick sitt nu gällande namn av W.R. Anderson. Janusia mediterranea ingår i släktet Janusia och familjen Malpighiaceae. Inga underarter finns listade i Catalogue of Life.